# Nössemarks socken
Nössemarks socken i Dalsland ingick i Vedbo härad, ingår sedan 1971 i Dals-Eds kommun och motsvarar från 2016 Nössemarks distrikt.
Socknens areal var den 1 januari 1961 162,13 kvadratkilometer, varav 121,18 km² land. År 2000 fanns här 254 invånare.  Kyrkbyn Nössemark med sockenkyrkan Nössemarks kyrka ligger i socknen.   

## Administrativ historik
Socknen har medeltida ursprung.
1 januari 1958 överfördes från Nössemarks socken till Torrskogs socken ett område (Norra Kölviken och Södra Kölviken) omfattande en areal av 43,47 km², varav 33,80 km² land, och med 76 invånare.
Vid kommunreformen 1862 övergick socknens ansvar för de kyrkliga frågorna till Nössemarks församling och för de borgerliga frågorna bildades Nössemarks landskommun. Landskommunen uppgick 1952 i Dals-Eds landskommun som 1971 ombildades till Dals-Eds kommun. Församlingen uppgick 2010 i Dals-Eds församling.
1 januari 2016 inrättades distriktet Nössemark, med samma omfattning som församlingen hade 1999/2000.
Socknen har tillhört län, fögderier, tingslag och domsagor enligt vad som beskrivs i artikeln Vedbo härad. De indelta soldaterna tillhörde Västgöta-Dals regemente och Vedbo kompani.

## Geografi
Nössemarks socken ligger nordväst om Bengtsfors vid gränsen mot Norge och kring sjön Stora Le. Socknen har odlingsbygd vid sjöarna och är i övrigt en starkt kuperad sjörik och bergig skogsbygd.
En linfärja  med färjelägen i Sund och Jaren förbinder östra och västra Nössemark i Sund-Jarenleden.
Tresticklans nationalpark sträcker sig in i sydvästra delen av Nössemark. Vid Stora Les västra strand ligger naturreservatet Bokullen, som bland annat är boplats för den utrotningshotade vitryggiga hackspetten. 
I Nössemarks socken har det sedan lång tid tillbaka funnits sågverk. Redan på 1500-talet köpte norrmän virke i trakterna kring Stora Le. Dalslands första ångsåg uppfördes vid Strandviken i Stora Le 1869 och brann ned 1905. Därefter har nya anläggningar uppförts och ägarbyten skett. I början på 1970-talet stängdes anläggningen, Strands bruk, vid Strandviken slutgiltigt och ett nytt sågverk byggdes vid Årbol. Sågverket, Nössemarks Trä, vid Årbol har utvecklats till en högmodern och högproduktiv anläggning som nu ägs av VIDA-gruppen.
Många norska familjer hyr eller har fritidshus i Nössemark, vilket gör att antalet boende mångdubblas under sommar- och semestertid. Vid Strandviken i Stora Le finns en badplats med omklädningsrum och brygga och en campingsplats med café invid lanthandeln. 
Nössemarks hembygds- och samhällsförening anordnar årligen i juli Nössemarksdagarna, där bland annat gamla hantverk demonstreras.

## Fornlämningar
Från stenåldern har boplatser och tre hällkistor påträffats. Från järnåldern finns tre gravfält, stensättningar och en fornborg.

## Namnet
Namnet skrevs på 1413 Nöfsemark. Namnet har tolkats som '(den del av) Markerna som ligger kring Nössjön' med efterleden mark, 'gränsskog'.

## Befolkningsutveckling
| Befolkningsutvecklingen i Nössemarks socken 1780–1990                                                   | Befolkningsutvecklingen i Nössemarks socken 1780–1990 | Befolkningsutvecklingen i Nössemarks socken 1780–1990 | Befolkningsutvecklingen i Nössemarks socken 1780–1990 | Befolkningsutvecklingen i Nössemarks socken 1780–1990 |
| --- | ----------------------------------------------------- | ----------------------------------------------------- | ----------------------------------------------------- | ----------------------------------------------------- |
| |                                                       |                                                       |                                                       |                                                       |
| År |                                                       |                                                       | Folkmängd                                             |                                                       |
| 1780 | 1780                                                  |                                                       | 928                                                   |                                                       |
| 1790 | 1790                                                  |                                                       | 967                                                   |                                                       |
| 1800 | 1800                                                  |                                                       | 1 116                                                 |                                                       |
| 1810 | 1810                                                  |                                                       | 1 009                                                 |                                                       |
| 1820 | 1820                                                  |                                                       | 1 225                                                 |                                                       |
| 1830 | 1830                                                  |                                                       | 1 378                                                 |                                                       |
| 1840 | 1840                                                  |                                                       | 1 655                                                 |                                                       |
| 1850 | 1850                                                  |                                                       | 1 810                                                 |                                                       |
| 1860 | 1860                                                  |                                                       | 2 004                                                 |                                                       |
| 1870 | 1870                                                  |                                                       | 2 164                                                 |                                                       |
| 1880 | 1880                                                  |                                                       | 2 234                                                 |                                                       |
| 1890 | 1890                                                  |                                                       | 2 129                                                 |                                                       |
| 1900 | 1900                                                  |                                                       | 1 991                                                 |                                                       |
| 1910 | 1910                                                  |                                                       | 1 694                                                 |                                                       |
| 1920 | 1920                                                  |                                                       | 1 574                                                 |                                                       |
| 1930 | 1930                                                  |                                                       | 1 360                                                 |                                                       |
| 1940 | 1940                                                  |                                                       | 1 199                                                 |                                                       |
| 1950 | 1950                                                  |                                                       | 965                                                   |                                                       |
| 1960 | 1960                                                  |                                                       | 685                                                   |                                                       |
| 1970 | 1970                                                  |                                                       | 411                                                   |                                                       |
| 1980 | 1980                                                  |                                                       | 318                                                   |                                                       |
| 1990 | 1990                                                  |                                                       | 314                                                   |                                                       |
| Anm: Källor: Umeå universitet - Tabellverket 1749-1859, Demografiska databasen, CEDAR, Umeå universitet |                                                       |                                                       |                                                       |                                                       |